# Gianmarco Rossi
Gianmarco Rossi   (Sanremo, 29 de gener de 1962) és un ex-pilot d'enduro italià, tres vegades Campió del Món i dues Campió d'Europa (abans que aquest campionat esdevingués Mundial). Als ISDE hi aconseguí tres victòries en categories (una d'absoluta) i dues al Trofeu integrant l'equip italià. A banda, ha guanyat cinc vegades Campionat d'Europa per a veterans i set el d'Itàlia.
Rossi començà a competir en motociclisme de velocitat el 1978, guanyant el campionat italià júnior amb una Guazzoni 50 cc. L'any següent canvià l'asfalt per l'enduro, iniciant així una carrera que el va portar a ser un dels pilots amb més títols de tots els temps. El 1981 va entrar a l'equip de la policia estatal, el Gruppo Sportivo Fiamme Oro, i no l'abandonà fins que el 2007 es retirà de la competició, després de 26 anys de carrera esportiva internacional.

## Palmarès en Enduro
Fonts:

### Campionat del Món
- 3 Campionats del Món:
  - 80cc 2T (1992, HRD - 1993, TM Racing[5])
  - 250cc 4T (1998, Honda)
- 2 Campionats d'Europa:
  - 80cc 2T (1987-1988, TM)
- 1 Campionat del Món per equips (1989, Kawasaki 80cc)

### ISDE
- 1 Victòria absoluta:
  - 1995, Polònia
- 3 Victòries en categories:
  - 1988, França (TM 80cc)
  - 1993, Països Baixos (TM 80cc)
  - 1995, Polònia (TM 125cc)
- 2 Victòries al Trofeu:
  - 1989, RFA
  - 1995, Polònia
- 8 Medalles d'or:
  - 1985, Catalunya (TM 80 cc)
  - 1986, Itàlia (TM 80 cc)
  - 1988, França (TM 80cc)
  - 1990, Suècia (TM 125cc)
  - 1992, Austràlia (HRD)
  - 1993, Països Baixos (TM 80cc)
  - 1994, EUA (TM 250cc)
  - 1998, Austràlia (Honda Dall'Ara 250cc 4T)
- 1 Medalla d'argent (1984, Països Baixos)
- 1 Medalla de bronze (1987, Polònia)

### Campionat d'Europa (UEM)
- 5 Campionats d'Europa Veterans Elite:
  - 2003 500cc 4T (KTM 525)
  - 2004 250cc 4T (Husqvarna)
  - 2005 Open (Honda CRX 250)
  - 2006 Open 450cc 4T (Honda CRX 450)
  - 2007 250cc 4T (Honda 250 CRE)

### Campionat d'Itàlia
- 7 Campionats d'Itàlia:
  - 1980 Campió d'Itàlia Junior
  - 1987 Campió d'Itàlia Senior
  - 1988 Campió d'Itàlia Senior
  - 1992 Campió d'Itàlia Senior
  - 1993 Campió d'Itàlia Senior
  - 1996 Campió d'Itàlia Senior 250cc 4T
  - 1998 Campió d'Itàlia Senior 250cc 4T